# Last Christmas/Firestarter
Last Christmas/Firestarter es un EP de Jimmy Eat World, grabado y lanzado por la discográfica Better Looking Records el 10 de diciembre de 2001. El EP contiene dos versiones de dos temas: "Last Christmas", de Wham!, y "Firestarter", de Prodigy.
Edición navideña limitada, de la que sólo salieron al mercado 3.000 unidades.

## Listado de canciones
1. Last Christmas
2. Firestarter

- Datos: Q1944127